# آرامگاه سلطان عطابخش
بقعه سلطان عطابخش مربوط به دوره آل بویه- دوره صفوی - دوره قاجار است و در کاشان، خیابان ملا حبیب‌الله شریف (درب اصفهان) واقع شده و این اثر در تاریخ ۱۰ آذر ۱۳۵۴ با شمارهٔ ثبت ۹۴۱ به‌عنوان یکی از آثار ملی ایران به ثبت رسیده است.